# Alpska ruža
Alpska ruža (hrđavi pjenišnik, hriđasti sleč, hriđasti pjenišnik, lat. Rhododendron ferrugineum)  je isključivo planinska biljka te raste u visokim planinskim i alpskim područjima. Pripada rodu slečeva ili pjenišnika (porodica vrjesovki), a ne ružama.

## Opis
To je trajna biljka koja raste u gustim grmovima, sa zimzelenim kožnim listovima, jajastog oblika, prema rubu savinutih, s gornje strane su tamnozeleni, a s donje strane u početku žuto - zeleni. Crveni i zvonasti cvjetovi skupljeni su u mnoge grozdaste cvatove. Vrijeme cvatnje joj je od lipnja do kraja kolovoza.

## Rasprostranjenost
Alpska ruža je rasprostranjena na čitavom alpskom području i to uglavnom na područjima alpskih planinskih pašnjaka. Na staništima koja su bogata humusom uspijeva naročito bujno te se spušta duboko u sjenovite i vlažne uvale.Preferira silikatna tla. U Hrvatskoj je ima na Risnjaku u Gorskom kotaru.

## Upotreba
Biljka ima ljekovito djelovanje. Sabiru se listovi koje treba sabirati neposredno prije cvatnje. Listovi veoma navlače vlagu pa ih se ne suši, nego neposredno nakon sabiranja upotrebljava većinom za pripremu homepatskih preparata. Nekada su se listovi alpske ruže upotrebljavali i u medicini kao sredstvo za izlučivanje znoja i mokraće. Danas se, međutim, listovi alpske ruže upotrebljavaju samo u homeopatskom liječenju kao razrjeđenja protiv reumatizma zglobova, bolova u mišićima i protiv gihta.
Biljka se ujedno smatra i otrovnom jer sadrži acetilandromedol koji je otrovan za ljude. Već jedan cvijet ili list djeluju toksično.

## Vanjske poveznice

### Ostali projekti
|  | Zajednički poslužitelj ima stranicu o temi Alpska ruža |